# Bare Trees
《Bare Tree》는 1972년 3월에 발매된 영국과 미국의 록 밴드 플리트우드 맥의 여섯 번째 스튜디오 음반이다. 이 음반은 음반의 조연 투어 중 해고된 대니 키르완이 참여한 그들의 마지막 음반이었다. 1970년대 중반 밴드의 성공에 뒤이어 《Bare Tree》는 미국 빌보드 200 차트에서 70위로 정점을 찍었다. 이 음반은 1988년 미국 음반 산업 협회로부터 플래티넘 인증을 받았다.
믹 플리트우드는 특히 키르완의 음반에 대한 기여에 깊은 인상을 받았다. 그는 "대니는 레이어링 기술과 스튜디오에서 무엇이 옳고 그른지를 아는 능력을 가지고 있었다"고 말했다.

## 평가
| 전문가 평가   | 전문가 평가  |
| 평가 점수     | 평가 점수    |
| 출처          | 점수         |
| ------------- | ------------ |
| AllMusic      | [ 5 ]        |
| Creem         | B+           |
| Rolling Stone | (favourable) |

《Bare Trees》는 1972년 4월 22일, 미국 빌보드 200 차트에서 175위로 데뷔했다. 이 음반은 7주 동안 차트에 오른 후 1972년 6월 3일, 차트에서 70위로 정점에 도달했다. 이 음반은 궁극적으로 차트에서 총 27주를 보냈다.
1988년 2월 9일, 이 음반은 미국 음반 산업 협회로부터 미국에서 100만 장 이상의 판매고로 플래티넘 인증을 받았다.

## 곡 목록
| #  | 제목                     | 작사·작곡     | 리드 보컬 | 재생 시간 |
| -- | ------------------------ | ------------- | --------- | --------- |
| 1. | 〈Child of Mine〉        | 대니 키르완   | 키르완    | 5:09      |
| 2. | 〈The Ghost〉            | 밥 웰치       | 웰치      | 3:58      |
| 3. | 〈Homeward Bound〉       | 크리스틴 맥비 | 맥비      | 3:20      |
| 4. | 〈Sunny Side of Heaven〉 | 키르완        | 기악      | 3:10      |

| #  | 제목                               | 작사·작곡   | 리드 보컬   | 재생 시간 |
| -- | ---------------------------------- | ----------- | ----------- | --------- |
| 1. | 〈Bare Trees〉                     | 키르완      | 키르완      | 5:02      |
| 2. | 〈Sentimental Lady〉               | 웰치        | 웰치        | 4:35      |
| 3. | 〈Danny's Chant〉                  | 키르완      | 키르완      | 3:16      |
| 4. | 〈Spare Me a Little of Your Love〉 | 맥비        | 맥비        | 3:44      |
| 5. | 〈Dust〉                           | 키르완      | 키르완      | 2:41      |
| 6. | 〈Thoughts on a Grey Day〉         | 스캐럿 부인 | 스캐럿 부인 | 1:46      |

## 인증
| 국가                       | 인증     | 판매량/출하량 |
| -------------------------- | -------- | ------------- |
| 미국 (RIAA)                | 플래티넘 | 1,000,000^    |
| ^출하량을 기반으로 한 인증 |          |               |